# 西屯里
西屯里是臺灣雲林縣虎尾鎮的一個里，為大屯子兩里之一。現任里長為王文杉

## 里名由來
位在大屯地區西邊而得名。

## 地理
西屯里劃分為13鄰，570戶，總人口約1947人。1945年台灣光復後因大屯地區人口數過多，以松公佛寺及其後方的巷子為界，以西編為西屯里。本里位於虎尾鎮的西南邊，東鄰東屯里，西界芳草里，北接墾地里，南壤土庫鎮石廟里。面積約2.9平方公里。